# Ōthalan
Cette page contient des caractères spéciaux ou non latins. S’ils s’affichent mal (▯, ?, etc.), consultez la page d’aide Unicode.
Odal ou Ōþalan ou Ōthalan (alternativement Ōþala/Ōthala ou Ōþila(n)/Ōthila(n), selon la transcription et la reconstruction du mot) est la 24e et dernière rune du futhark et la huitième de la famille de tīwaz. Elle est précédée de dagaz et signifie « famille ».
Le nom de cette rune était éðel « propriété, biens, richesse, prospérité » en vieil anglais ; l'usage de cette rune fut abandonné dans la version brève de l'alphabet runique en usage en Scandinavie, de sorte qu'il n'y a pas de nom pour elle en vieux norrois ; cependant, le mot lui-même existait en norrois sous la forme óðal.
Le Codex Vindobonensis 795 donne un nom de lettre correspondant dans l'alphabet gotique sous la forme utal, restitué en gotique comme oþal. *Ōþala(n) ou *ōþila(n) est la forme reconstruite pour le proto-germanique à partir de cette correspondance et à partir du vieux saxon ôðil (*ōþila(n) en proto-germanique).
Cette rune notait à l'origine vraisemblablement le son [o].

## Utilisations modernes

Enseigne de la 7e division SS de volontaires de montagne Prinz Eugen pendant la Seconde Guerre mondiale.

Pendant la Seconde Guerre mondiale, la rune Ōþalan modifiée avec un empattement fut utilisée en Allemagne par les 7e division SS de volontaires de montagne Prinz Eugen et 23e division SS de volontaires néerlandais, le Bureau pour la race et le peuplement (RuSHA), le Volksverweering, ainsi que, inversée, par le parti collaborationniste français RNP. Cette version de la rune a été utilisée par le groupe néo-nazi Wiking-Jugend fondé en 1952 en Allemagne. Odal a également servi de nom à un mensuel néo-nazi. Après la guerre, le symbole sans empattement fut utilisé par le groupe d'action d'extrême droite flamingant VMO, qui en 1970 assassine le poseur d'affiche du FDF Jacques Georgin.
La représentation de la rune Othala est utilisée dans le néopaganisme odinique et par les asatruar, sans aucun rapport avec le nazisme.